# Barranco de las Hiedras-El Cedro
Barranco de las Hiedras-El Cedro este o arie protejată (arie specială de conservare — SAC, sit de importanță comunitară — SCI) din Spania întinsă pe o suprafață de 166,4 ha, integral pe uscat.

## Localizare
Centrul sitului Barranco de las Hiedras-El Cedro este situat la coordonatele 28°11′29″N 16°30′03″W / 28.1915°N 16.5008°V.

## Înființare
Situl Barranco de las Hiedras-El Cedro a fost declarat sit de importanță comunitară în octombrie 1999 pentru a proteja 1 specie de plante. Situl a fost protejat și ca arie specială de conservare în ianuarie 2010.

## Biodiversitate
Situată în ecoregiunea , aria protejată conține 2 habitate naturale: Pajiști macaroneziene cu vegetație endemică, Păduri endemice cu Juniperus spp..
La baza desemnării sitului se află o specie protejată de  plante: Anagyris latifolia.